# 思科 (喬治亞州)
思科（英語：Cisco）是位於美國喬治亞州莫雷縣的一個非建制地區。該地的面積和人口皆未知。

## 地理
思科的座標為34°57′04″N 84°44′11″W / 34.95111°N 84.73639°W，而該地的平均海拔高度為255米（即837英尺）。